# Остольский, Адам
Адам Эдвард Остольский (пол. Adam Edward Ostolski, род. 7 ноября 1978) — польский социолог, публицист, переводчик, активист и общественный деятель. Член «Политической критики» («Krytyka Polityczna»). В 2013—2016 годах сопредседатель Партии зелёных.

## Биография
Он окончил Факультет философии и социологии Варшавского университета. В 2011 защитил кандидатскую диссертацию Травма и общественная память: наследие Второй мировой войны в современной Польше. Преподаватель в Варшавском университете и Варшавском медицинском университете. Остольский перевел на польский язык книги Иммануила Валлерстайна, Этьена Балибара, Шмуэла Эйзенштадта и Джудит Батлер.
Остольский стал экологическим активистом в начале 90-х годов. Он член группы левых интеллектуалов «Политическая критика», основанной в 2002 году вокруг одноимённого журнала. Член польской Партии зеленых с 2005 по 2019 год, в 2013—2016 годах её сопредседатель вместе с Агнешкой Гжибек.
На местных выборах 2006 года был кандидатом в Варшавский городской совет по списку Партии зелёных. Избран не был. На парламентских выборах 2015 года баллотировался в Сейм по списку коалиции «Объединённые левые».
В 2012 году Остольский писал фельетоны для журнала «Przekrój». Он выступил в фильме «Что такое демократия?» Оливера Ресслера (2009).

## Личная жизнь
Адам Островский является открытым геем. 20 сентября 2017 года в Эдинбурге заключил брак со своим многолетним партнёром Бартоломеем Козкем
Придерживается социалистических взглядов. В нескольких своих научных работах описывал структурное сходство между гомофобией в Польше и антисемитизмом